# Willy Kohlmey
Willy Kohlmey (eigentlich Wilhelm Kohlmey; * 19. Juli 1881 in Berlin; † 9. September 1953 ebenda) war ein deutscher Sprinter.
Bei den Olympischen Spielen 1908 in London schied er über 100 Meter im Vorlauf aus.
Seine persönliche Bestzeit über 100 Meter von 10,8 s stellte er am 4. Juli 1909 in Prag auf.